# النادي العربي (الإمارات)
النادي العربي الثقافي الرياضي نادي كرة قدم إماراتي يلعب في دوري الدرجة الأولى ويقع في إمارة أم القيوين .

## تشكيلة الفريق الحالية
ملاحظة: تشير الأعلام إلى المنتخب الوطني على النحو المحدد في قواعد الأهلية للفيفا. قد يحمل اللاعبون أكثر من جنسية واحدة غير تابعة للفيفا.
| الرقم | البلد                    | المركز | اللاعب                         |
| ----- | ------------------------ | ------ | ------------------------------ |
| 1     | الإمارات العربية المتحدة | حارس   | أحمد العامري                   |
| 2     | الإمارات العربية المتحدة | مدافع  | عبد الله النوبي                |
| 3     | الإمارات العربية المتحدة | مدافع  | أحمد سليمان                    |
| 4     | السنغال                  | وسط    | بابي شيخ ديوب                  |
| 5     | البرازيل                 | وسط    | كليفرتون سانتوس U21            |
| 6     | الإمارات العربية المتحدة | وسط    | منصور البلوشي                  |
| 7     | الإمارات العربية المتحدة | مهاجم  | عبد الرحمن كاهن                |
| 8     | غامبيا                   | وسط    | سيني كور                       |
| 9     | موزمبيق                  | مهاجم  | كليسيو                         |
| 10    | البرازيل                 | وسط    | كايو هنريكي                    |
| 11    | الإمارات العربية المتحدة | وسط    | ماجد العزيزي                   |
| 12    | مصر                      | وسط    | محمود محمد U21                 |
| 18    | الإمارات العربية المتحدة | مدافع  | محمد فوزي                      |
| 19    | الإمارات العربية المتحدة | مدافع  | سبيل جاسم (معار من نادي عجمان) |

| الرقم | البلد                    | المركز | اللاعب         |
| ----- | ------------------------ | ------ | -------------- |
| 20    | الإمارات العربية المتحدة | مدافع  | ماجد درويش     |
| 22    | إيطاليا                  | مهاجم  | رضا الحنيوي    |
| 23    | الإمارات العربية المتحدة | مدافع  | محمد سرواشي    |
| 24    | الإمارات العربية المتحدة | وسط    | راشد عيسى      |
| 27    | الإمارات العربية المتحدة | وسط    | حسن يوسف       |
| 29    | السنغال                  | مهاجم  | محمد ديوب      |
| 66    | إيران                    | مدافع  | حسين زاده      |
| 72    | مصر                      | مدافع  | أحمد السيد     |
| 77    | البرازيل                 | وسط    | جادل أوليفيرا  |
| 79    | نيجيريا                  | مهاجم  | فيكتور نوانيري |
| 80    | الإمارات العربية المتحدة | وسط    | مايد الرئيسي   |
| 96    | الإمارات العربية المتحدة | حارس   | خالد الزرعوني  |
| 97    | باكستان                  | حارس   | حمزة زاهد      |